# Javorje (Impoljski potok)
Javorje so povirni krak Impoljskega potoka, ki se v jugovzhodno od naselja Sevnica kot desni pritok izliva v reko Savo. 